# Język ngulu (bantu)
Język ngulu (gedża, kingulu, nguru, nguu, wayomba) – język bantu centralny używany w kilku regionach Tanzanii. Nie powinien być mylony z językiem lomwe, także zwanym ngulu.